# منتخب التشيك لهوكي الجليد للناشئين
منتخب التشيك لهوكي الجليد للناشئين (بالتشيكية: Česká hokejová reprezentace do 20 let)‏ هو ممثل التشيك الرسمي في المنافسات الدولية في هوكي الجليد للناشئين
.